# Ripley, Derbyshire
Ripley är en stad och civil parish i Amber Valley i Derbyshire i England. Orten har 20 807 invånare (2011). Byn nämndes i Domedagsboken (Domesday Book) år 1086, och kallades då Ripelie. Ripley är administrativ huvudort i distriktet Amber Valley.